# Xysticus audaxoides
Xysticus audaxoides is een spinnensoort uit de familie van de krabspinnen (Thomisidae).
De wetenschappelijke naam van de soort werd in 2004 gepubliceerd door B.S. Zhang, Y. Zhang & Da-Xiang Song.